# Eduardo Luiz
Eduardo Luiz Teles Fernandes Gomes  (Braga, 1932 — Paris, 1988) foi um artista e pintor português.

## Biografia

A grande ardósia, 1966, óleo sobra tela, 97 x 130 cm

Natural de Braga, era filho de um escultor. Frequentou a Escola de Artes Decorativas do Porto, e, mais tarde, o curso de pintura da Escola de Belas-Artes do Porto.
Partiu para Paris em 1958 com uma bolsa da Fundação Calouste Gulbenkian; radica-se em França a partir desse ano, expondo individualmente em Portugal apenas quatro vezes desde essa data e até à sua morte.
Eduardo Luiz destacou-se nos anos 60 entre alguns pintores portugueses que, no exílio, participavam da invenção de uma nova figuração, desenvolvendo a partir daí um itinerário pessoal e solitário. 
Expôs em Portugal, no Brasil, em Espanha, em Itália e na Bélgica. 
Em 1990 a sua obra foi alvo de uma exposição antológica no Centro de Arte Moderna, Fundação Calouste Gulbenkian, Lisboa .
Encontra-se representado em numerosas coleções públicas e particulares, entre as quais: Museu de Arte Erótica de San Francisco; Museu de Arte Moderna de Paris; Secretaria de Estado da Cultura, Portugal; Centro de Arte Moderna José de Azeredo Perdigão, Fundação Calouste Gulbenkian, Lisboa .

## Obra

La Boucherie, 1980, óleo sobre tela, 140 x 70 cm

No final da década de 1950 as suas pinturas situam-se num território figurativo caracterizado por espaços cromáticos simplificados povoados por formas lineares e figuras estilizadas, longilíneas. Em 1964-65 esse universo irá infletir, com a realização das primeiras «ardósias», série a que se dedica durante vários anos e onde enuncia o seu programa de trabalho futuro, caracterizado por uma figuração "de equilibrado sentido de composição, delicadamente virtuosa, [...] continuadora da velha tradição do trompe l'oeil" .
"Misturando sonho e realidade" , as ardósias Eduardo Luiz instituem uma forma de realismo de grande precisão que lhe permite compatibilizar discursos e formas de representação díspares ("os quadros de Eduardo Luiz têm sempre uma estrutura descontínua, com dois (ou três, ou quatro, às vezes mais) planos ou espaços diferentes, sem ligação evidente" ). Nessas simulações dos antigos quadros de escola encontramos a evocação do que se espera que aí aconteça através do giz e do apagador (das fórmulas e explicações várias de algum professor às garatujas infantis), mas também representações meticulosas e realistas de vegetais (uma alcachofra ou uma laranja seccionadas…), corpos femininos (veja-se um dos exemplos mais assinaláveis da série – A grande ardósia, 1966), um lápis e uma folha de papel que parecem flutuar acima da superfície do quadro… 
Ao longo das décadas de 1970 e 1980 desenvolve metodicamente um território que subverte o real através de dispositivos surrealizantes a que não é alheio o exemplo de Magritte. Nas suas inclassificáveis revisitações das categorias tradicionais da pintura surgem alusões à paisagem, à figura, à natureza-morta (veja-se, por exemplo, La Boucherie, 1980), revelando-nos um mundo onde "a ironia desliza para o humor, e este para o puro jogo infantil; mas imediatamente depois, o jogo gratuito torna-se humor negro e ironia sarcástica" . 
"No último período da vida do pintor, o regime de imagens parece sofrer uma depuração. Como se o tempo e a idade aligeirassem o peso da ironia, e uma outra seriedade, mais sóbria e mais profunda, nascesse da longa experiência" . 